# Guerra justa
Guerra justa és un concepte teologicopolític, ja desenvolupat a l'antiga Roma i també per teòlegs i juristes catòlics: els primers filòsofs de la guerra justa van ser Aristòtil i Ciceró, i els primers teòlegs Agustí d'Hipona i Tomàs d'Aquino., la definició ha constituït un esforç seriós per regular el dret a la guerra, durant la guerra i després de la guerra. Avui, aquest concepte és part important del Dret Internacional i entorn seu es configura el Jus ad bellum, versió secular del pensament cristià medieval sobre la guerra justa, el Jus in bello que fa la justícia sobre el comportament dels participants en el conflicte i, afegit darrerament, el Jus post bellum que fa a la fase terminal i els acords de pau. El concepte fou presentat sistemàticament per Tomàs d'Aquino a l'obra Summa theologiae.

## Criteris de la teoria de la guerra justa
La teoria de la guerra justa té dos conjunts de criteris. El primer l'establiment del Ius ad bellum, el dret d'anar a la guerra, el segon s'estableix el Ius in bello, a la conducta correcta dins de la guerra.

### Ius ad bellum
Causa justaLa raó d'anar a la guerra ha de ser justa i no pot, per tant, ser únicament per a recuperar coses preses (per exemple: territoris ocupats) o per a castigar les persones que han fet coses malament (per exemple: crims contra la humanitat). Una visió contemporània de la justa causa es va expressar el 1993, quan els EUA en la Conferència Catòlica va dir:"La força pot usar-se només per corregir un mal greu, públic, per exemple: l'agressió o la violació massiva dels drets humans bàsics de tota la població".
Justícia comparativaSi bé pot haver encerts i errors en tots els costats d'un conflicte, per superar el dubte de l'ús de la força, la injustícia soferta per una part ha de superar de forma significativa a la soferta per l'altre. Alguns teòrics, com Brian Orenda ometen aquest punt, veient-lo com a fàcil de ser utilitzat pels règims bel·licosos.
Autoritat legítimaNomés les autoritats públiques constituïdes degudament poden fer la guerra.
Intenció correctaLa força es pot utilitzar només en una veritable causa justa i només per a aquest propòsit de corregir un mal sofert es considera una intenció correcta, mentre que el guany material o el manteniment de les economies no ho és.
Probabilitat d'èxitLes armes no es poden utilitzar en una causa inútil o en el cas que calguin mesures desproporcionades per assolir l'èxit.
Últim recursLa força només podrà utilitzar-se després que totes les alternatives pacífiques i viables s'hagin intentat de debò i s'hagin esgotat, o que aquestes no siguin clarament viables (per exemple: quan l'altre costat estigui utilitzant les negociacions com una tàctica dilatòria i no per fer concessions significatives).
ProporcionalitatEls beneficis esperats d'una guerra han de ser proporcionals als mals previstos o danys. Aquest principi també es coneix com el principi de la macro-proporcionalitat, per tal de distingir-lo del ius in bello principi de proporcionalitat.
En termes moderns, només es fa la guerra en termes de defensa pròpia o en defensa dels altres amb proves suficients.

### Ius in bello
Una vegada que la guerra ha començat, la teoria de la guerra justa durant la guerra (ius in bello) assenyala la forma que han (o haurien) d'actuar els combatents:
DistincióS'ha de regir pel principi de distinció: els actes de guerra han de ser dirigits als combatents enemics, i no cap als no-combatents atrapats en circumstàncies que no van crear. Els actes prohibits inclouen bombardejos en zones residencials civils que no inclouen cap objectiu militar i cometre actes de terrorisme o de represàlia contra la població civil.
ProporcionalitatS'ha de regir pel principi de proporcionalitat, així un atac no pot ser llançat contra un objectiu militar amb el coneixement que les lesions accidentals (ara anomenats efectes col·laterals) als civils siguin clarament excessius en relació amb l'avantatge militar previst (principi de proporcionalitat).
Necessitat militarS'ha de regir pel principi de la força mínima. Un atac o acció ha de tenir per objecte contribuir a la derrota militar de l'enemic, ha de ser un atac contra un objectiu militar, i el dany causat a civils o béns civils han de ser proporcionals i no excessius en relació amb l'avantatge prevista sobre els objectius militars concrets i directes. Aquest principi està destinat a limitar l'excessiva i innecessària mort i destrucció.

## Ius post bellum
En els últims anys, alguns teòrics, com Gary J. Bass, Louis Iasiello i Brian Orend, han proposat un tercer criteri dins de la teoria de la guerra justa. El Ius post bellum es refereix a la justícia després d'una guerra, incloent els tractats de pau, la reconstrucció, els crims de guerra, les i reparacions de la guerra. Orenda, per exemple, proposa els següents principis:
Causa justa d'acabamentUn estat pot posar fi a una guerra si no hi ha hagut una reivindicació raonable dels drets que van ser violats, en primer lloc, i si l'agressor està disposat a negociar els termes de la rendició. Aquests termes de la rendició haurien d'incloure una disculpa formal, compensacions, judicis pels crims de guerra i, potser, la rehabilitació. D'altra banda, l'estat podrà posar fi a una guerra si es fa evident que els objectius de la guerra no poden ser assolits en la totalitat o no es poden assolir sense un ús excessiu de força.
Intenció correctaUn estat només ha de posar fi a una guerra en les condicions acordades en els criteris anteriors. No està permesa la venjança. L'estat vencedor també ha d'estar disposat a aplicar el mateix nivell d'objectivitat i de recerca de qualsevol crim de guerra que les seves forces armades puguin haver comès.
Declaració pública i autoritatEls termes de la pau ha de ser fets per una autoritat legítima i han de ser acceptats per una autoritat legítima.
DiscriminacióL'estat vencedor ha de diferenciar entre els dirigents polítics i el militars, i els combatents i els civils. Les mesures punitives es limiten als responsables directes del conflicte. Accions com les de la Comissió de la veritat i la reconciliació de vegades poden ser més importants que castigar els crims de guerra.
ProporcionalitatEls termes de la rendició ha de ser proporcionals als drets que van ser violats inicialment. No estan permeses les mesures draconianes, creuades absolutistes i qualsevol intent de negar el país que es va rendir al dret a participar en la comunitat mundial.

## Teories alternatives
- Militarisme
- Realisme (política internacional)
- Revolució
- Resistència no-violenta
- Pacifisme
- Legítima defensa
- Conseqüencialisme: El fi justifica els mitjans.